# Informazioni commerciali
Le informazioni commerciali permettono di valutare solvibilità e affidabilità di un cliente o fornitore.

## Descrizione
Si possono classificare su diverse basi:
- soggetto interessato, se si tratta di una persona fisica o giuridica;
- da banca dati o investigata. Le prime sono evase rapidamente (minuti o ore) e si basano solo su informazioni di banche dati come camere di commercio, catasto e agenzie di rating: sono utili in fase precontrattuale per valutare rapidamente l'affidabilità della controparte. Le seconde richiedono qualche giornata o settimana di lavoro e integrano le informazioni delle precedenti con elementi reperiti da analisti che fanno investigazioni telefoniche o sul territorio; sono opportune se, a seguito di contratti già in essere, si vogliono intraprendere iniziative di tutela.

Le principali sezioni di un'indagine sono:
- anagrafica del soggetto, con gli elementi utili alla sua identificazione (Nome, codice fiscale);
- recapiti, indirizzo di residenza o della sede societari, utenze telefoniche;
- attività lavorativa;
- beni mobili registrati, generalmente autoveicoli attenuto dal PRA;
- beni immobili, ottenuti da catasto;
- rapporti finanziari, come conti correnti, conti deposito o carte di credito;
- negatività, come eventuali protesti o procedure legali;
- informazioni camerali, per i soggetti giuridici: per lo più esponenti, soci, unità locali;
- dati di bilancio, per i soggetti giuridici obbligati a depositare queste informazioni.

Alcune di queste informazioni sono sensibili e possono andare a ledere la privacy del soggetto indagato, perciò sono attività regolamentate per legge e se presenti devono essere reperite da agenzie investigative autorizzate dal prefetto.